# 2S31 ヴェーナ
2S31 ヴェーナ（露：2С31 Вена）は、ロシア連邦軍の自走迫撃砲。

## 概要
ヴェーナはBMP-3の車体に直射・曲射両用120mm迫撃砲2A80を搭載したもので、120mmであればロシア規格・NATO規格双方の砲弾を使用できる。砲塔・車体ともにアルミ合金製で、BMP-3に準じた水上航行も可能である。
また、半自動照準装置、姿勢制御装置、暗視装置、光学・電子両用射撃統制システムや陽圧式CBRNE対抗機能を備えるほか、トイレも装備している。

## 採用国
- ロシア
- アゼルバイジャン - 2024年時点で、アゼルバイジャン陸軍が17両の2S31を保有している[3]。
- ベネズエラ